# Тушув-Народовий (гміна)
Гміна Тушув-Народови (пол. Gmina Tuszów Narodowy) — сільська гміна у східній Польщі. Належить до Мелецького повіту Підкарпатського воєводства.
Станом на 31 грудня 2011 у гміні проживало 7853 особи.

## Територія
Згідно з даними за 2007 рік площа гміни становила 89.51 км², у тому числі:
- орні землі: 61.00%
- ліси: 32.00%

Таким чином, площа гміни становить 10.17% площі повіту.

## Населення
Станом на 31 грудня 2011:
| Опис     | Загалом | Загалом | Чоловіки | Чоловіки | Жінки | Жінки |
| -------- | ------- | ------- | -------- | -------- | ----- | ----- |
| одиниця  | осіб    | %       | осіб     | %        | осіб  | %     |
| все      | 7853    | 100     | 3957     | 50.39    | 3896  | 49.61 |
| міське   | 0       | 100     | 0        |          | 0     |       |
| сільське | 7853    | 100     | 3957     | 50.39    | 3896  | 49.61 |

## Сусідні гміни
Гміна Тушув-Народови межує з такими гмінами: Баранув-Сандомерський, Ґавлушовіце, Мелець, Мелець, Падев-Народова, Цмоляс.